# سیارک ۲۳۷۳
سیارک ۲۳۷۳ (به انگلیسی: 2373 Immo، نامگذاری:1929PC) دو هزار و سیصد و هفتاد و سومین سیارک کشف شده‌است که در ۴ اوت ۱۹۲۹ و در هایدلبرگ کشف شد.
قدر مطلق سیارک برابر ۱۲٫۵۰ است.